# Günter Meißner
Günter Meißner (3 juillet 1936 - 19 novembre 2015) est un écrivain, essayiste et critique d'art allemand, connu pour être le fondateur et l'éditeur d'une des plus grandes encyclopédies générales d'art sur les artistes du monde, l’Allgemeines Künstlerlexikon.

## Œuvres
- Allgemeines Künstlerlexikon, Klaus G. Saur, München / Leipzig, (2005)

## Crédit d'auteurs
- (de) Cet article est partiellement ou en totalité issu de l’article de Wikipédia en allemand intitulé « Allgemeines Künstlerlexikon » (voir la liste des auteurs).